# الضيعة (بلنسية)
الضيعة هي بلدية في منطقة بلنسية إسبانيا.